# Ореховское сельское поселение (Крым)
Ореховское се́льское поселе́ние (укр. Оріхівське сільське поселення, крымскотат. Орехово кой юрту) — муниципальное образование в составе Сакского района Республики Крым России.

## География
Поселение расположено в центре района, в степном Крыму, в балке Михайловская у её впадения в Сакское озеро. Граничит на западе с городом Саки, на севере с Митяевским, на северо-востоке с Геройским, на востоке с Крымским и на юге — с Ивановским сельскими поселениями.
Площадь поселения 83,5 км².
Основная транспортная магистраль: автодорога 35К-004 Симферополь — Евпатория (по украинской классификации P-23).

## Население
| 2001  | 2014  | 2015  | 2016  | 2017  | 2018  | 2019  |
| ----- | ----- | ----- | ----- | ----- | ----- | ----- |
| 9149  | ↘8583 | ↗8601 | ↗8604 | ↘8553 | ↗8597 | ↗8653 |
| 2020  | 2021  |       |       |       |       |       |
| ↗8726 | ↘8377 |       |       |       |       |       |

## Состав сельского поселения
В состав поселения входят 4 населённых пункта:
| № | Населённый пункт | Тип населённого пункта | Население на 2014 год |
| - | ---------------- | ---------------------- | --------------------- |
| 1 | Орехово          | село, центр            | ↘3008                 |
| 2 | Михайловка       | село                   | ↗3349                 |
| 3 | Чеботарка        | село                   | ↘202                  |
| 4 | Червоное         | село                   | ↘2007                 |

## История
23 октября 1963 года в составе Сакского района был создан Ореховский сельский совет. На 1 января 1968 года в совет входило 8 населённых пунктов:

| - Геройское - Михайловка - Орехово - Фёдоровка | - Чеботарка - Червоное - Яркое - Ястребково |

К 1977 году было упразднено Ястребково, в период с 1 января по 1 июня 1977 года выделен Геройский сельский совет. 18 декабря 1992 года выделен Новофедоровский поселковый совет, в составе Новофёдоровки и Фёдоровки 17 февраля 2010 года снята с учёта Фёдоровка.
С 12 февраля 1991 года сельсовет в восстановленной Крымской АССР, 26 февраля 1992 года переименованной в Автономную Республику Крым. С 21 марта 2014 года в составе Крыма аннексировано Россией. Законом «Об установлении границ муниципальных образований и статусе муниципальных образований в Республике Крым» от 4 июня 2014 года территория административной единицы была объявлена муниципальным образованием со статусом сельского поселения.